# Titi Cioacă
Titi Cioacă (n. 2 noiembrie 1939, Turnu Măgurele, Teleorman, România – d. 10 februarie 2017, București, România) a fost un medic veterinar și senator român în legislatura 1990-1992, ales în județul Teleorman pe listele partidului FSN. În cadrul activității sale parlamentare, senatorul Titi Cioacă a fost membru în grupurile de prietenie cu Statul Israel, Republica Argentina, Republica Elenă, Republica Italiană și Australia.